# Киевский областной комитет КП Украины
 Киевский областной комитет КП Украины (укр. Київський обласний комітет Комуністичної партії України) — орган управления Киевской областной партийной организацией Коммунистической партии Украины (1932—1991).
Киевская область Украинской ССР образована 27 февраля 1932 года в числе пяти первых областей республики. Центр — Киев.
15 октября 1932 из восточных районов области образована Черниговская область.
22 сентября 1937 из западных районов области образована Житомирская область.
7 января 1954 из южных районов области образована Черкасская область, а область получила современные границы.

## Первые секретари обкома
06.1932 — 10.06.1934 Демченко Николай Нестерович
10.06.1934 — 16.01.1937 Постышев Павел Петрович
16.01.1937 — 09.1937 Кудрявцев Сергей Александрович
09.1937 — 17.04.1938 Евтушенко Дмитрий Матвеевич (и. о.)
31.05.1938 — 19.09.1941 Хрущёв Никита Сергеевич (и. о. 04.1938-31.05.1938)
11.1943 — 22.03.1947 Хрущёв Никита Сергеевич
22.03.1947 — 05.02.1949 Сердюк Зиновий Тимофеевич
02.1949 — 09.1952 Грыза Алексей Андрианович
09.1952-1.02.1957 Гришко Григорий Елисеевич
1.02.1957 — 16.08.1962 Шелест Пётр Ефимович
16.08.1962 — 01.1963 Дрозденко Василий Иванович
01.1963 — 12.1964 (промышленный) Дрозденко Василий Иванович
01.1963 — 12.1964 (сельский) Стафийчук Иван Иосифович
12.1964 — 24.03.1966 Дрозденко Василий Иванович
24.03.1966 — 04.1970 Головченко Фёдор Петрович
04.1970 — 4.11.1985 Цыбулько Владимир Михайлович
4.11.1985 — 2.04.1990 Ревенко Григорий Иванович
2.04.1990 — 08.1991 Кикоть Анатолий Иванович